# Бобровиця (притока Детюківки)
Бобровиця — річка в Україні, у Роменському, Талалаївському й Срібнянському районах Сумської та Чернігівської областей. Ліва притока Детюківки (басейн Дніпра).

## Опис
Довжина річки 20 км, похил річки — 1,7 м/км. Площа басейну 134 км².

## Розташування
Бере початок на південно-західній стороні від Малих Бубнів. Тече переважно на північний захід через Лавіркове і впадає у річку Детюківку, ліву притоку Лисогору. 
Населені пункти вздовж берегової смуги: Основа.